# Ange de Saint Joseph
Pour les articles homonymes, voir Ange (homonymie) et Ange de Saint Joseph.
Ange de Saint Joseph (né Joseph de la Brosse à Toulouse en 1636, mort à Perpignan en 1697) est un missionnaire français, membre de l'Ordre des Carmes déchaux. Linguiste, il se rend en Perse, rédige un ouvrage sur la pharmacologie ainsi qu'un dictionnaire persan.
Il ne doit pas être confondu avec Ange de Saint-Joseph (Angelo da San Giuseppe), un carme déchaux italien du XVIIe siècle, auteur d'une anthologie des réformateurs espagnols du Carmel.

## Biographie
Joseph de la Brosse est né en 1636 à Toulouse. Il fait des études puis rentre chez les Carmes déchaux où il prend le nom d'Ange de Saint Joseph. Là, il étudie la philosophie et la théologie. Souhaitant partir en mission d'évangélisation à l'étranger, il part à Rome en 1662 pour apprendre l'arabe auprès de Jacques Goluis, dans le couvent de Saint-Pancrace.
Le pape Alexandre VII décide de l'envoyer au Levant avec 3 autres frères carmes, ils quittent Rome le 12 novembre 1663 pour Smyrne puis Ispahan (Perse) qu'ils atteignent le 4 novembre 1664.
Là, le père Ange de Saint Joseph y apprend le persan d'un père carme portugais. Durant quatorze années, il reste en Perse et en Arabie, prieur au couvent d'Ispahan puis de Bassora. Mais lorsque les Turcs conquièrent la ville de Bassora, les missionnaires chrétiens envoient le père Ange à Constantinople auprès du sultan pour obtenir sa protection. Pour cela, il se fait aider de l’ambassadeur de France à Constantinople.
Il quitte Bassora le 13 avril 1678 et arrive le 4 novembre à Constantinople. Il est reçu par Mr de Nointel, qui le soutient dans sa démarche, et il obtient des autorités turques les autorisations demandées. Dans la ville, il croise le cardinal Cibo qui lui indique que le pape Innocent XI le demande à Rome. Le père carme embarque alors le 21 mars 1679 pour Rome, mais les mauvaises conditions de navigation ne lui permettent d'arriver que le 18 novembre. Le pape le reçoit et lui demande de publier son ouvrage sur la langue persane. Il se rend donc à Paris en 1680 pour y trouver un éditeur.
Arrivé à Paris, il obtient les autorisations pour sa publication et fait publier l'ouvrage. Puis le général de l'Ordre du Carmel l'appelle à Bruxelles et le nomme visiteur des missions de Hollande (c'est-à-dire visiteur des couvents de carmes installés dans la province de Hollande). Il est ensuite envoyé en Angleterre qu'il doit quitter après quelque temps pour se réfugier en Irlande. Il est rappelé en France, au couvent de Perpignan pour être prieur, puis il assume plusieurs charges dans la région avant d'être nommé provincial en 1697. Lors d'une de ses visites au couvent de Perpignan, il tombe malade et y décède le 29 décembre 1697.

### Ses publications
- (la) h, Pharmacopoeia Persica, ex idiomate persico in latinum conversa, Paris, 1681[5].
- (la) Ange de Saint-Joseph, Gazophylacium linguæ Persarum : Triplici linguarum clavi, Italicae, Latinae, Gallicae: nec non specialibus praeceptis ejusdem linguae reseratum, Amsterdam, ex officina Jansonio-Saesbergiana, 1684, 512 p. (lire en ligne)[6].

### Ouvrages et articles biographiques
- (en) Thomas Walsh, « Ange de Saint Joseph », Catholic Encyclopedia,‎ 1913 (lire en ligne).
- (la) Martialis A. Sancto Joanne Baptista, Bibliotheca Scriptorum Utriusque Congregationis Et Sexus Carmelitarum Excalceatorum, Ex typographia Petri Sejourne, 1730, 443 p. (lire en ligne).
- Jean-Pierre Niceron, Mémoires pour servir a l'histoire des hommes illustres dans la République des lettres, t. XXIX, Paris, 1734, 425 p. (lire en ligne), p. 26-30.

### Liens Externes
- Notice dans un dictionnaire ou une encyclopédie généraliste :   - Deutsche Biographie
- Notices d'autorité :   - VIAF
  - ISNI
  - BnF (données)
  - IdRef
  - LCCN
  - GND
  - Espagne
  - Pays-Bas
  - Pologne
  - Israël
  - NUKAT
  - Catalogne
  - Tchéquie
  - Grèce
  - WorldCat
- Ange de Saint Joseph sur la Catholic Encyclopedia de 1913